# Bobby Jindal
Piyush "Bobby" Jindal (Baton Rouge, Luisiana, 10 de junho de 1971) é um político dos Estados Unidos de ascendência indiana, e membro do Partido Republicano. Foi representante da Luisiana no Congresso dos Estados Unidos entre 2005 e 2008 e foi governador da Luisiana de 14 de julho de 2008 a 11 de julho de 2016, quando foi sucedido por John Bel Edwards.
É o único indo-americano no Congresso na sessão 2005–2006 e o segundo a ser eleito para o Congresso desde Dalip Singh Saund.  É ainda o primeiro indo-americano a ser governador de um estado.

## Origens e carreira profissional
Bobby Jindal é filho de imigrantes indianos nos EUA. No liceu converteu-se do hinduísmo ao catolicismo.
Diplomado em biologia e em política na universidade de Brown, beneficiou de uma bolsa Rhodes para fazer um mestrado em política na universidade de Oxford.
Durante a sua ainda curta carreira profissional, foi, entre outros cargos, secretário do Departamento da Saúde e Hospitais do estado da Luisiana, director executivo da comissão nacional para a reforma do sistema Medicare e o mais jovem presidente de uma universidade na Luisiana.
Em 1997 casou com Supriya Jolly, e o casal tem três filhos.

## Carreira política
Em 2003, entra na política apresentando-se à eleição para governador da Luisiana. Nas primárias do Partido Republicano, fica à frente com 33 % dos votos e é escolhido como candidato do partido. Em 15 de Novembro de 2003, é no entanto batido pela candidata conservadora do Partido Democrata, Kathleen Blanco, que obtém 52 % dos votos.
Em 2004, Jindal foi eleito com 78 % dos votos para a Câmara dos Representantes federal.
Apresenta-se depois de novo como candidato às eleições para governador do seu estado, e em 20 de Outubro de 2007, depois de vencer as primárias no seu partido, vence a eleição com 54% dos votos. Segundo muitos, a sua vitória foi possível devido à desastrosa gestão estadual democrata após o desastre do furacão Katrina.
Em 2011 foi reeleito governador por uma boa margem.
Em junho de 2015 anunciou que estava concorrendo a indicação do seu partido para a presidência nas eleições de 2016. Contudo, em novembro do mesmo ano, anunciou que estava encerrando sua campanha.

## Opções políticas
Bobby Jindal é um republicano conservador. É oposto ao aborto mas favorável aos métodos de contracepção de urgência. Apresentou uma proposta de emenda constitucional para proteger a bandeira dos Estados Unidos de ultrajes. É contra qualquer legislação de controle de armas e é um fervoroso opositor do casamento de pessoas do mesmo sexo.
Foi visto como potencial running mate de John McCain para a eleição presidencial de 2008, mas a escolha acabou por recair em Sarah Palin, governadora do Alasca.